# Вітте Федір Федорович
Фе́дір Фе́дорович Ві́тте (при народженні Теодор Карл Юліус Георг Вітте) (рос. Фёдор Фёдорович Витте; нар. 1822 — пом. 1879) — таємний радник, попечитель Київського (у 1862—1864 роках) та Варшавського (з 1866 року) навчальних округів. Дядя Сергія Юлійовича Вітте. 

## Біографія

### Родина
Батько Федора Федоровича — Йоганн-Фрідріх-Вільгельм (Фрідріх Федорович) Вітте — був сином лісничого. 9 вересня 1804 року, в 22 роки, почав державну службу лісового землеміра в Ліфляндській губернії. Через півроку його перевели в Курляндську губернію, де він пропрацював у різних лісництвах і на різних посадах до самої смерті, 23 вересня 1846 року. Ще 1817 року удостоївся чину титулярного радника, а 3 грудня 1844 року, за два роки до смерті, — ордена святого Володимира четвертого ступеня, що вручається після 35-річної сумлінної служби.
27 грудня 1807 року в євангельсько-лютеранській церкві повітового міста Газенпот (нині Айзпуте Лієпайського району Латвії) Фрідріх Вітте обвінчався з Марією-Оленою-Луїзою, дочкою пілтенського казенного землеміра Альберта Крамера. У 1808—1829 роках у них народилися дочка Матільда та семеро синів. З них старший Альберт і молодший Вільгельм закінчили медичний факультет Дерптського університету і стали лікарями. Другий син Олександр закінчив інститут шляхів сполучень і працював за фахом. Двоє синів (Євген і Евальд), як і батько, служили в корпусі лісничих, причому Евальд — у Курляндії. Третій син — Христофор-Гейнріх-Георг-Юліус — був батьком Сергія Юлійовича Вітте.

### Кар'єра
Теодор (Федір) Федорович Вітте був п'ятим сином Фрідріха Федоровича Вітте. Він закінчив у Санкт-Петербурзі Головний педагогічний інститут. Спочатку працював у Депті (нині Тарту, Естонія): від лютого 1840 року викладав російську мову в Дерптському повітовому училищі, а від жовтня 1842 року — в Дерптській гімназії.
Другу освіту — юридичну — Федір Вітте здобув у Дерптському університеті, удостоївшись ступеня кандидата прав в березні 1846 року, магістра прав в липні 1848 року і доктора прав в червні 1851 року. Це сприяло призначенню його в листопаді 1850 року інспектором казенних училищ Дерптського навчального округу, в травні 1852 року — перекладачем в Азійському департаменті Міністерства закордонних справ і в березні 1854 року — інспектором класів Імператорського училища правознавства.
1862 року став попечителем Київського навчального округу, 1866 року — Варшавського округу і 1867 року, маючи чин таємного радника, — сенатором.

## Оцінки
Володимир Дебогорій-Мокрієвич, який у 1858—1864 роках навчався у Немирівській гімназії, згадував :
| 1864 року в Кам'янець-Подільській гімназії відбулося заворушення. Чутки про нього, зрозуміло, не забарилися дійти до нас, до Немирова. Пам'ятаю, прийшов я якось зранку до гімназії і побачив у коридорі натовп учнів, що зібралися біля стіни, де висіла якась чорна дошка. Це було оголошення, вивішене нашим гімназійним начальством, про звільнення з Кам'янець-Подільської гімназії з оповіщенням по всьому навчальному округу учня, що побив тамтешнього інспектора Францена. Услід за цим, через деякий час, приїхав до нас, у Немирів, попечитель Київського навчального округу Вітте. Ще досі так живо бачу сцену, як цей навіжений, біснуватий чоловік заскочив у наш клас (я був тоді в п'ятому класі) і, грізно крикнувши: «Встаньте!», став ходити великими кроками навколо наших лав, в яких ми стояли, і кричати про те, що він жодним чином не потерпить таких неподобств, які трапилися в Кам'янець-Подільській гімназії, що оскільки сам імператор довірив йому нагляд за навчальним округом, то він вважає своїм священним обов'язком вжити всіх заходів для того, щоб нас приборкати, та таке інше в тому ж роді. Все це Вітте прогарчав, грізно потрясаючи вказівним пальцем правої руки, з перекошеним від люті обличчям і піною біля рота. Рідко мені доводилося бачити лютіше, потворніше обличчя! Таку ж сцену він повторив і в інших вищих класах; а потім на другий день велено було нам усім зібратися в залі для урочистостей, де він знову кричав, хоча вже й не так грізно, як напередодні… Яке педагогічне значення могла мати ця поява біснуватої людини серед нас, важко сказати, оскільки, очевидно, не можна ж було нас, немирівців, звинувачувати й карати за злочини, вчинені учнями Кам'янець-Подільської гімназії!.. Більше того, мені здається, що це був явно шкідливий з урядової точки зору захід, тому що ним підкреслювалася наша солідарність. І якщо ми раніше не замислювалися над тим, що наші інтереси й інтереси учнів інших гімназій були однакові, то після відвідин Вітте це стало очевидним усім нам. |